# Lowe's

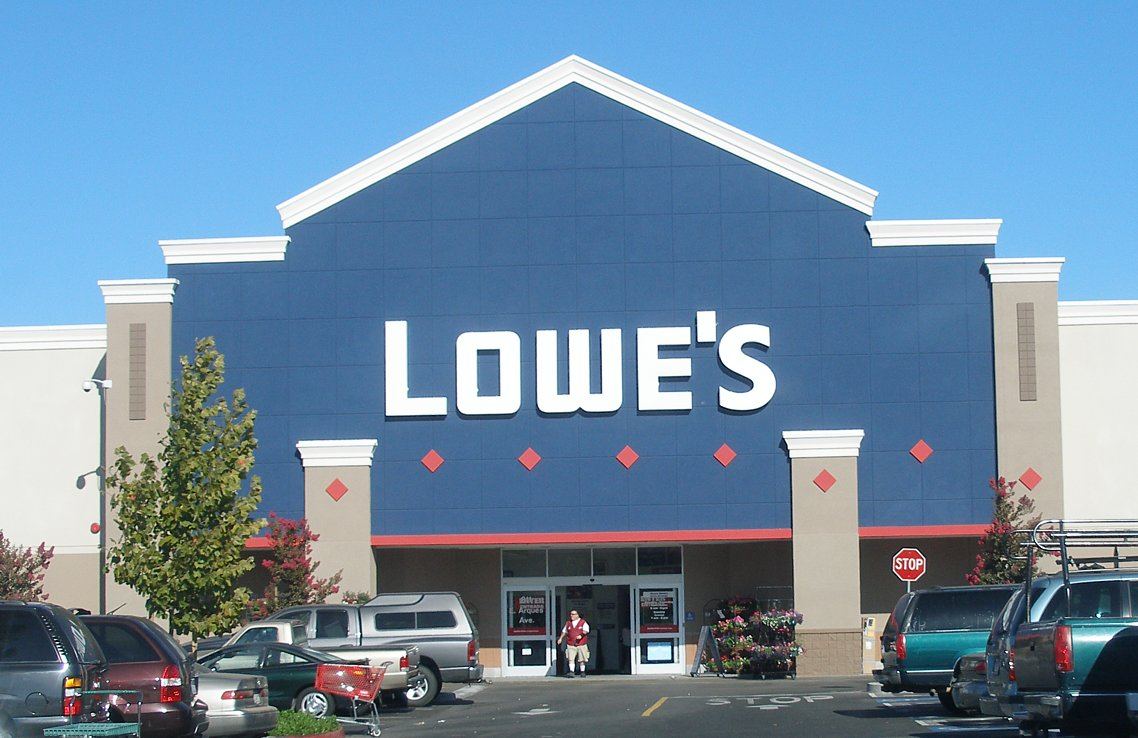
Fachada típica de una tienda Lowe's (Santa Clara, California).

Lowe's Home Improvement Warehouse es una cadena de distribución minorista de productos de mejora del hogar, materiales de construcción y bricolaje, originario de Estados Unidos. 
Fundada en 1946 en Carolina del Norte, tiene más de 1.400 tiendas (1.424) en 50 Estados en Estados Unidos y tiene presencia en Canadá, y a partir de 2010 en otros países como México.

## Historia
Fundada como una tienda regular de ferretería en 1946, luego de un acelerado crecimiento y de adquirir y renombrar la cadena Eagle Hardware, Lowe's se convirtió en la segunda cadena de retail de mejoramiento del hogar y ferretería en los Estados Unidos después de The Home Depot y el séptimo del mercado general de retailers.En 2019 cerraron operaciones en México por diferentes razones de mercado en especial su competidor más cercano The Home Depot.

## Estrategias de mercadeo y publicitarias
Lowe's ha adoptado una estrategia similar ante The Home Depot (líder del mercado) a la que Target ha adoptado frente a Walmart, haciendo uso de una imagen más suave y amigable (apelando al público femenino).
Además desde 1999 Lowe's ha patrocinado regularmente a varios pilotos (incluyendo un campeón) de NASCAR, y compró los derechos de nombre del circuito automovilístico Lowe's Motor Speedway (anteriormente llamado Charlotte Motor Speedway) en Concorde, North Carolina.
También ha patrocinado el equipo Fernández Racing, fundado por el piloto mexicano Adrián Fernández.